# Таберно
Таберно (на испански: Taberno) е населено място и община в Испания. Намира се в провинция Алмерия, в състава на автономната област Андалусия. Общината влиза в състава на района (комарка) Вале дел Алмансора. Заема площ от 44 km². Населението му е 1149 души (по данни от 2010 г.). Разстоянието до административния център на провинцията е 128 km.

## Демография
| 1996 | 1998 | 1999 | 2000 | 2001 | 2002 | 2003 | 2004 | 2005 | 2006 |
| ---- | ---- | ---- | ---- | ---- | ---- | ---- | ---- | ---- | ---- |
| 1023 | 1002 | 1002 | 974  | 990  | 1012 | 1032 | 1081 | 1085 | 1106 |